# Pratap Chand
Pour les articles homonymes, voir Chand.
Pratap Chand est un syndicaliste, homme politique et écrivain fidjien.

## Biographie
Il naît et grandit dans une famille pauvre d'agriculteurs d'ascendance indienne travaillant les plantations de canes à sucre sur l'île de Tavua, dans l'archipel Mamanuca dans l'ouest de ce qui est alors la colonie britannique des Fidji. Il devient enseignant, se syndique et est le secrétaire-général du Syndicat des Enseignants des Fidji (Fiji Teachers Union) de 1980 à 1999. De 1994 à 1999 il est conjointement secrétaire national du Congrès des Syndicats des Fidji (Fiji Trades Union Congress),.
Aux élections législatives de 1999 il remporte sous l'étiquette du Parti travailliste la circonscription ethnique indo-fidjienne couvrant la ville de Nasinu et entre à la Chambre des représentants. Il est nommé ministre de l'Éducation dans le gouvernement que mène le nouveau Premier ministre travailliste Mahendra Chaudhry. Le gouvernement ne dure toutefois qu'un an, étant renversé par un coup d'État. En vol vers l'Australie au moment du coup d'État, Pratap Chand n'est pas pris en otage, contrairement à ses collègues,,.
Réélu député aux élections anticipées de 2001, il siège sur les bancs de l'opposition parlementaire au gouvernement de droite nationaliste autochtone de Laisenia Qarase. Contraint par la Cour suprême en application de la Constitution, Laisenia Qarase en 2003 propose des postes dans son gouvernement aux travaillistes et propose à Pratap Chand de devenir ministre de la Réconciliation nationale et de l'Unité pour faire suite aux événements de l'an 2000. Le Parti travailliste refuse toutefois l'offre d'intégrer le gouvernement.
Pratap Chand ne se représente pas aux élections de 2006, en raison de la santé déclinante de son épouse, soignée en Australie. Celle-ci meurt en 2008, et Pratap Chand demeure en Australie. Il prend sa retraite de la politique et publie en 2013 ses mémoires : A Fijian Memoir: Footprints of a Girmitya’s Grandson. Il y relate sa jeunesse en tant que petit-fils d'un ouvrier agricole indien immigré aux Fidji durant la période coloniale, et y souligne l'importance de l'éducation,.
En 2018, résidant toujours à Sydney, il publie son second livre : Fijian short stories, recueil de dix histoires courtes de fiction racontant des moments de vie de Fidjiens ordinaires, leurs confrontations aux obstacles du quotidien et leur humanité commune,.